# Старинкевич Єлизавета Іванівна
Єлизаве́та Іва́нівна Старинке́вич, до шлюбу Шевирьова (9 (21) квітня 1890 — 1966) — українська літературознавиця, перекладачка, літературний критик.

## Біографія
Родом з Петербурга. Закінчила Вищі жіночі курси в Москві — 1917. З 1920-х pp. жила в Україні, 1945–1963 — старша співредакторка Інституту літератури ім. Т. Шевченка.
Літературну діяльність почала 1928 року.
У 1949 зазнала переслідувань у час гонінь на «безродних космополітів».

## Наукова діяльність
Співавторка «Історії української радянської літератури», дослідниця сучасної драматургії:
- «Драматургія Івана Кочерги» (1947),
- «Олександр Корнійчук» (1954),
- «Українська радянська драматургія за 40 років» (1957) й ін.

Виконала переклади творів О. Бальзака ("Батько Горіо", "Розкоші і злидні куртизанок"), Е. Золя, Ґ. Мопасана, Стендаля ("Червоне і чорне") та ін.
Редакторка збірки «Від романтизму до натуралізму в французькому театрі» (1939).